# Pang Qianyu
Pang Qianyu (chinesisch 庞倩玉, Pinyin Páng Qiànyù; * 3. November 1996 in Shaoshan) ist eine chinesische Ringerin. 2021 gewann sie die Silbermedaille bei den Olympischen Spielen in Tokio in der Gewichtsklasse bis 53 kg.

## Werdegang
2014, im Alter von 17 Jahren, nahm Pang Qianyu erstmals an den Senioren-Weltmeisterschaften teil. Im Freistilwettbewerb der Frauen bis 53 kg Körpergewicht belegte sie jedoch lediglich Rang 24. Bei der WM in Las Vegas ein Jahr später trat sie in der Klasse bis 55 kg an und unterlag nach zwei Siegen in den ersten beiden Runden im Halbfinale der US-Amerikanerin Helen Maroulis. Dadurch erreichte sie den Kampf um die Bronzemedaille, wurde dort jedoch von Ewelina Nikolowa aus Bulgarien mit einem Schultersieg bezwungen.
2016 trat Pang bei den Asienmeisterschaften in Bangkok an. In der Gewichtsklasse bis 53 kg erreichte sie das Finale, bezwang dort die Vietnamesin Nguyễn Thị Lụa per Schultersieg und gewann die Goldmedaille. Bei den Asienmeisterschaften im Folgejahr erreichte sie in derselben Gewichtsklasse Rang 5.
Im August 2018 nahm Pang an den Asienspielen teil, dessen Ringerwettbewerbe in Jakarta ausgetragen wurden. In der Klasse bis 53 kg unterlag sie Haruna Okuno aus Japan im Viertelfinale, schied aus und landete auf Rang 11. Im Oktober desselben Jahres folgte die Teilnahme an den Weltmeisterschaften in Budapest. Dort unterlag sie erneut Haruna Okuno, gelangte allerdings über die Hoffnungsrunde zum Kampf um Bronze. Diesen konnte sie gegen die Polin Katarzyna Krawczyk erfolgreich gestalten und gewann erstmals eine WM-Medaille.
2019 in Nur-Sultan konnte Pang Qianyu ihren WM-Bronze-Erfolg in der 53-kg-Gewichtsklass wiederholen. Den Kampf um die Medaille bestritt sie gegen Roksana Zasina aus Polen. Mit dieser Platzierung sicherte sie zudem einen chinesischen Startplatz für die Olympischen Spiele 2020 für den sie auch nominiert wurde.
Somit nahm Pang am Freistilringen der Frauen in der Klasse bis 53 kg bei den Olympischen Spielen in Tokio teil, die 2021 ausgetragen wurden. Dort konnte sie das Finale erreichen und besiegte auf dem Weg dorthin die Weltmeisterinnen Jacarra Winchester und Wanessa Kaladsinskaja. Im Finalkampf unterlag sie der Japanerin Mayu Mukaida und gewann somit die olympische Silbermedaille.
Im Jahr 2023 konnte sie bei den Asienmeisterschaften 2023 in Astana das Finale der 55-kg-Klasse erreichen, in dem sie die Mongolin Tschinboldyn Otgontujaa besiegte und erneut Asienmeisterin wurde. Bei den Weltmeisterschaften schied sie in der Gewichtsklasse bis 53 kg gegen Maria Prevolaraki aus Griechenland aus. Ihre Teilnahme an den 2023 ausgetragenen Ringer-Wettbewerben der Asienspiele 2022 konnte sie erfolgreicher gestalten und unterlag in der 53-kg-Klasse erst im Finale gegen die Japanerin Akari Fujinami. Bei den Olympischen Spielen 2024 in Paris gewann sie die Bronzemedaille.